# Peau noire, masques blancs
 (avril 2025).
Si vous disposez d'ouvrages ou d'articles de référence ou si vous connaissez des sites web de qualité traitant du thème abordé ici, merci de compléter l'article en donnant les références utiles à sa vérifiabilité et en les liant à la section « Notes et références ».
Peau noire, masques blancs est un ouvrage écrit par Frantz Fanon et publié au Seuil en 1952.

## Présentation
L'ouvrage s'ouvre sur une citation d'Aimé Césaire (Discours sur le colonialisme) : 

« Je parle de millions d'hommes à qui on a inculqué savamment la peur, le complexe d'infériorité, le tremblement, l'agenouillement, le désespoir, le larbinisme. »

Il s'agit de faire une analyse, d'un point de vue psychologique de ce que le colonialisme a laissé en héritage à l'humanité, et ceci en partant du rapport entre le Noir et le Blanc. C'est tout un jeu de définitions qui se font par différenciation, et pour cela le premier chapitre pose des bases de linguistique. Fanon opère des va-et-vient entre d'une part les expériences qu'il a recueillies durant sa propre existence d'étudiant et de médecin, ainsi que dans les témoignages littéraires contemporains (Senghor, Césaire, Mayotte Capécia...), et d'autre part les analyses de philosophes (Sartre, mais aussi Michel Leiris, Georges Mounin, Marie Bonaparte, Alfred Adler). Sa thèse est que la colonisation a créé une névrose collective dont il faut se débarrasser. Il en décrit toutes les stratifications pour permettre une prise de conscience de la part des Antillais et, secondairement, des Noirs d'Afrique et des Français blancs.
Cette courte œuvre aura peu de retentissement en France mais demeure importante dans la littérature anti-colonialiste. Elle est plus marquante pour la véracité du cri d'aliéné, notamment dans le 6e chapitre et dans la conclusion semblable à la poésie de Léon-Gontran Damas, que pour ses analyses linguistiques et psychiatriques qui seront développées avec plus d'ampleur et de méthode dans Le Discours antillais d'Édouard Glissant, qui s'inspire de cette œuvre.
Preuve de l'influence indéniable de Frantz Fanon sur les courants de théorie et critique postcoloniale mondiale, l'édition de 1986 de la traduction anglophone de Peau noire, masques blancs comporte une préface par Homi Bhabha intitulée Remembering Fanon, ou « Se souvenir de Fanon ».

## Résumé

### Introduction
Le sentiment de supériorité des Blancs sur les Noirs (et son revers, celui d'infériorité du Noir) est toujours un fait dans les sociétés occidentales (en particulier dans les Antilles). Nous en étudierons les conséquences d'un point de vue psychologique : quelles sont les réactions du Noir face à une situation née du colonialisme ? « Ce que nous voulons, c'est aider le Noir à se libérer de l'arsenal complexité qui a germé au sein de la situation coloniale » (Éd. du Seuil, p. 24)

### Le Noir et le langage
Le Noir (martiniquais) qui fait un séjour en France (métropolitaine) subit un changement « génétique ». Il adopte la langue française et rejette le créole, contre l'idée d'un retournement des colonisés contre la langue française évoqué par Sartre dans Orphée noir. Parler français, c'est devenir blanc, assimiler le monde du Blanc. Le Blanc à l'inverse utilise le petit nègre quand il voit un Noir, même cultivé.

### La femme de couleur et le Blanc
Mayotte Capécia dans son roman Je suis martiniquaise (en) montre cette attirance naïve pour le Blanc parce qu'il est blanc. Il y a chez le Noir un phénomène de rétractation du moi (Anna Freud), « une incapacité à toute communion humaine qui le confine[nt] dans une insularité intolérable » (p. 40) et qui ne se résout que dans l'union avec un Blanc.
La « mulâtresse » va refuser d'épouser un Noir en prétextant d'abord son manque de finesse ou sa brutalité, mais, in fine, surtout pour sa couleur de peau.

### L'homme de couleur et la Blanche
Dans le roman à caractère autobiographique de René Maran Un homme pareil aux autres, le jeune homme noir, Jean Veneuse, parvient à compenser son sentiment d'infériorité et d'isolement (puisqu'il a été « abandonné » en métropole par ses parents) par l'excellence scolaire, mais n'ose pas commencer une relation avec une Blanche qui l'aime sans demander l'autorisation au frère de celle-ci, qui est son meilleur ami. En définitive, il se réfugie dans le rêve d'être « l'Autre », dans le mythe sexuel de posséder une Blanche ; mais il ressentira alors toujours son infériorité et ne pourra sortir de sa névrose.

### Du prétendu complexe de dépendance du colonisé
Dans les études de Mannoni, on parle du besoin d'être dirigé et du « germe d'infériorité » déjà présent chez le futur colonisé. Contre cela, il faut réaffirmer que l'origine de ce sentiment d'infériorité vient du racisme du colonisateur, malgré le discours officiel : « une société est raciste ou ne l'est pas. Tant qu'on n'aura pas saisi cette évidence, on laissera de côté un grand nombre de problèmes. Dire par exemple (...) que le racisme est l’œuvre des subalternes, donc n'engage nullement l'élite, que la France est le pays le moins raciste du monde, est le fait d'hommes incapables de réfléchir correctement » (p. 69). « L'Europe a une structure raciste » (p. 74) et est responsable du racisme colonial. Les études de Mannoni, notamment sur les images récurrentes des rêves des Malgaches, font apparaître la figure du tirailleur sénégalais qui réprime les révoltes ou celle du commerçant blanc exploiteur.

### L'expérience vécue du Noir
Voici la liste des expériences qui peuvent me faire comprendre que le racisme existe réellement :
le regard des gens dans la rue et les remarques des enfants, 
les mythes sur le Noir (sauvagerie, cannibalisme, etc.), 
les justifications sur l'humanité de tout homme corrélées à des explications génétiques sur la nocivité des croisements d'origines ethniques, 
la découverte de la négritude avec Senghor avec cette complémentarité universelle de l'émotion noire et de la raison blanche.
Les Blancs répondent rapidement à cela que l'émotion n'a été qu'un stade historique du monde occidental.
Si je recherche l'antiquité de l'histoire de l'Afrique (Frobenius, Westermann, Delafosse), les Blancs m'opposent l'avancement actuel de leur civilisation.
Sartre dans son Orphée noir dit bien que « la Négritude est pour se détruire, elle est passage et non un aboutissement, moyen et non fin dernière ». Cette interprétation de Sartre est contredite par Fanon pour qui « la conscience noire, se donne comme densité absolue, comme pleine d'elle-même » (p. 131) ; « La conscience noire est immanente à elle-même. Je ne suis pas la potentialité de quelque chose, je suis pleinement ce que je suis, Je n'ai pas à chercher l'universel. » (p. 132)

### Le Nègre et la psychopathologie
Il y a une « catharsis » collective pour les habitants des Antilles à voir dans les films américains ou les BD françaises des héros blancs face à des Indiens ou des Noirs féroces. Le père est respecté : 97 % des enfants antillais ne développeront pas d'agressivité envers le père lors du stade du complexe d'Œdipe.
Du côté des Blancs, les acquisitions intellectuelles se sont doublées du sentiment d'une perte du potentiel sexuel qu'ils ont dès lors attribué aux Noirs. Pour eux, « le nègre symbolise le biologique » (p. 135), d'où des comportements agressifs, masochistes (la femme rêve d'un Noir pour qu'il lui fasse mal) ou culpabilisés. Jung va plus loin, assimilant l'archétype du Noir aux aspects obscurs de l'âme chez le Blanc ; cette analyse sur l'inconscient collectif n'est pas fausse.
Comme les Juifs décrits par Sartre (Réflexions sur la question juive), on peut se faire antisémite pour éviter l'antisémitisme. « Comme je m'aperçois que le nègre est le symbole du péché, je me prends à haïr le nègre. Mais je constate que je suis un nègre. Pour échapper à ce conflit, deux solutions. Ou bien je demande aux autres de ne pas faire attention à ma peau ; ou bien je veux qu'on s'en aperçoive » (p. 159). Mais ces deux attitudes gardent la trace du jugement des Blancs.

### Le Nègre et la reconnaissance
Alfred Adler affirme des tempéraments nerveux qu'il faut en comprendre le but, l'orientation pour comprendre le psychisme. Cela s'applique aux Martiniquais, dont le but est l'Autre (c'est-à-dire le Blanc) et explique leur mentalité basée sur la valorisation de soi, la comparaison aux autres plutôt que la certitude intime de sa valeur.
Du point de vue de l'histoire, le schéma thèse-antithèse-synthèse de Hegel, qui fonctionne aux États-Unis où les Noirs luttent pour leurs droits, est inapplicable en Martinique puisque ce sont les Blancs qui ont décrété l'égalité des hommes et la libération des esclaves. La lutte est impossible.

### Conclusion du livre
Tous ces problèmes ne surgiront pas si l'on sait de manière forte ce qu'est l'humain et que nous prenons conscience que nous le sommes tous.

## Dans la culture
Dans le film d'animation de 2015 Psycho-Pass: The Movie, le chef des mercenaires Desmond Rutaganda se réfère souvent à ce livre, et un exemplaire de l'édition française de 1965 apparait lors d'une scène.
En 2020, l'artiste béninois Roméo Mivekannin se fait remarquer avec son exposition « Peaux noires, masques blancs », intitulée en référence à l'ouvrage de Fanon.

### Filmographie
- Frantz Fanon : Peau noire, masque blanc, film de Isaac Julien sorti en 1995.